# 마르스 광장 (상트페테르부르크)

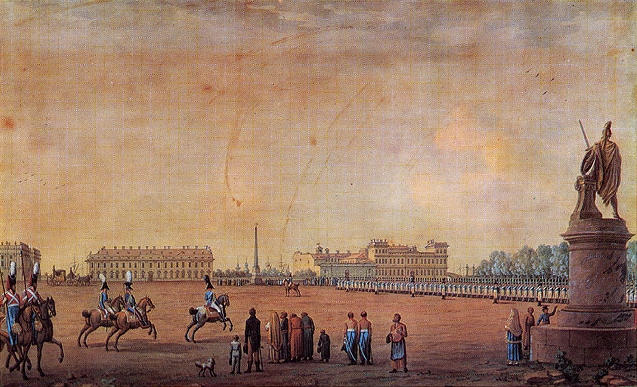
벤자민 페테르센의 그림. (1801년)

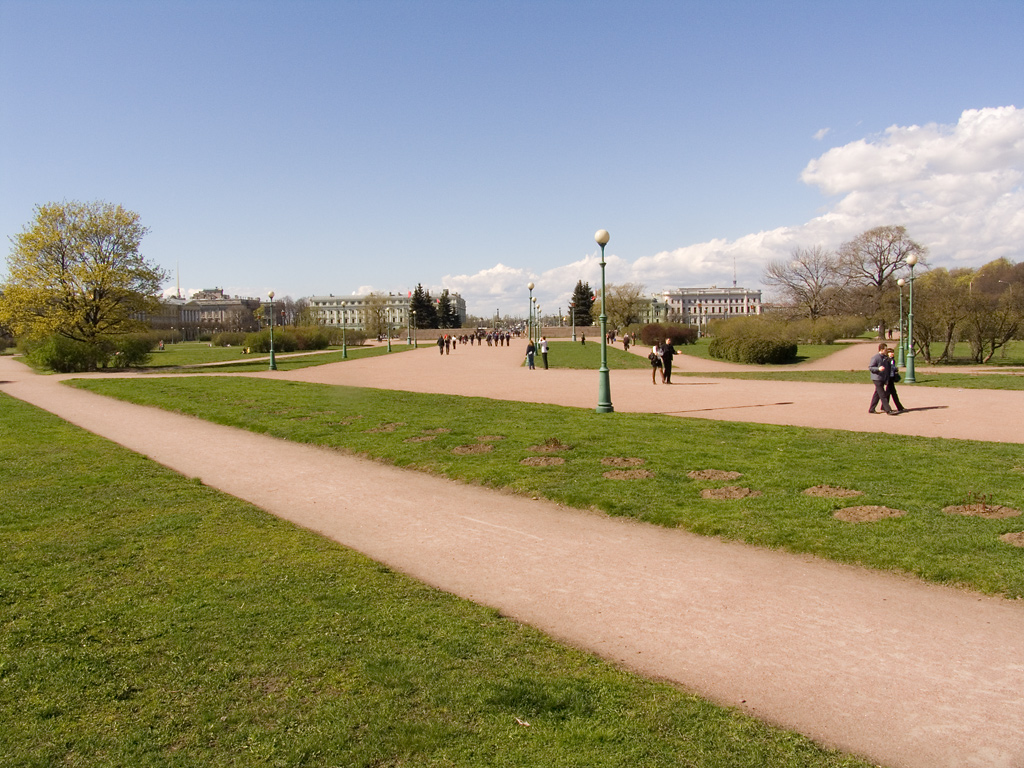
2007년의 모습.

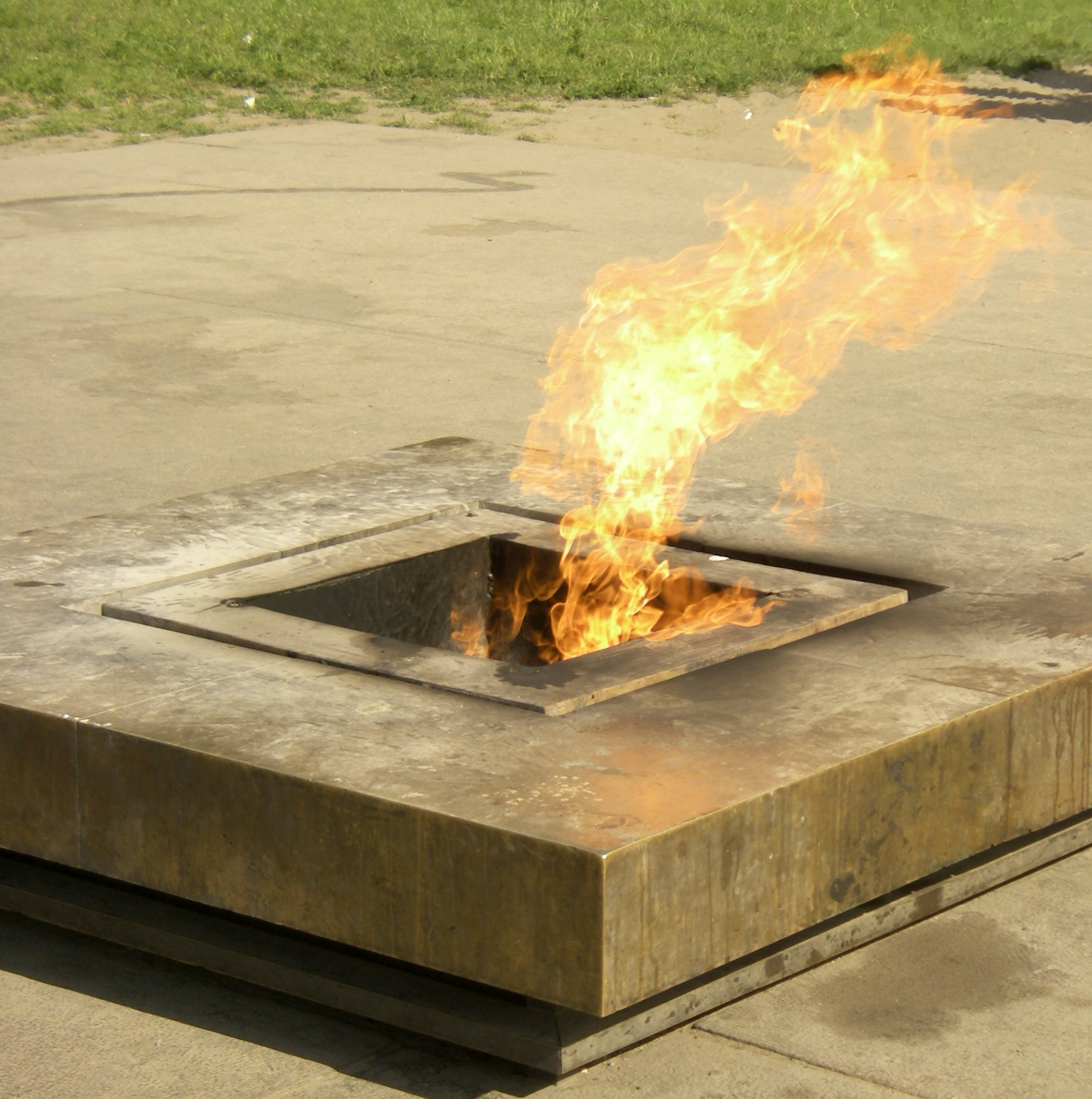
마르스 광장에 설치되어 있는 꺼지지 않는 불길.

마르스 광장(러시아어: Ма́рсово по́ле 마르소보 폴레[*])은 상트페테르부르크의 중심부에 위치한 9 헥타르 규모의 공원이다. 광장의 이름에 마르스가 들어간 이유는, 이 장소가 오랜 세월동안 군사 행진과 훈련의 장소로 쓰였기 때문이다.
원래 이 장소는 "큰 풀밭"(Большой луг)이라고 불렸으나, 대북방 전쟁에서 승리한 이후 "즐거운 풀밭"(Потешное поле)으로 불린다. 18세기 후반에 "차르의 풀밭"(Царицынский луг)으로 재명명되었다. 파벨 1세의 통치 시기에, 비로소 이곳이 군사 행진과 훈련을 위한 장소로 사용되기 시작하였고, 1805년 혹은 1818년경부터 "마르스 광장"이라는 현재의 이름이 사용되기 시작하였다. 1917년의 2월 혁명이 진행 중일 때 이 곳에서 많은 사람들이 학살당했고, 이후 볼셰비키가 이 곳에 그들을 기리기 위해 꺼지지 않는 불을 설치하였고 이 광장의 이름을 "혁명 희생자의 광장"이라 명명하였다.